# قاعدة متعامدة منظمة
في الرياضيات، وبالتحديد في الجبر الخطي، قاعدة متعامدة مُنَظَّمة أو قاعدة متعامدة وَحْدِيَّة أو قاعدة ممنظمة متعامدة أو قاعدة ناظمية التعامد (بالإنجليزية: Orthonormal basis)‏ لفضاء مزود بجداء داخلي V أبعاده منتهية هي قاعدة ل V جميع متجهاتها متجهات وحدةٌ ومتعامدة مع بعضها البعض.
في مثل هذه القاعدة، تكون إحداثيات أي متجه في الفضاء مساوية للجداءات السلمية لهذا المتجه في جميع متجهات القاعدة، ويُكَوِّنُ الجداء السلمي لكل متجهين تعبيرًا قانونيًا بدلالة إحداثياتهما.

## تعاريف
في فضاء الجداء الداخلي E (أي أن فضاء متجه حقيقي أو مركب مزود بجداء سلمي)، يُقال إن جماعة [الإنجليزية] المتجهات vi)i∈I) تكون متعامدة إذا كانت المتجهات متعامدة مثنى مثنى: 
 يقال عن عائلة أنها متعامدة منظمة  إذا كانت كل هذه المتجهات وحدوية: 
كل جماعة متعامدة مكونة من متجهات غير منعدمة فهي مستقلة.

### تغييرالقاعدة المتعامدة المنظمة
إذا كانت {\displaystyle {\mathcal {B}}} قاعدة متعامدة منظمة و {\displaystyle {\mathcal {C}}} جماعة ما من En، فإن 
التشاكلات الداخلية التي تحول قاعدة متعامدة منظمة إلى قاعدة متعامدة منظمة أخرى هي التشاكلات الذاتية المتعامدة.